# Štremfelj
Štremfelj je priimek več znanih Slovencev:
- Andrej Štremfelj (*1956), alpinist, himalajist
- Anže Štemfelj, športni plezalec, trener
- Jernej Štremfelj, glasbenik, harmonikar
- Katarina Štremfelj, alpinistka, himalajistka, plezalka
- Maja Štremfelj (prej Maja Vidmar) (*1985), športna plezalka
- Marija Štremfelj (*1957), alpinistka in športna plezalka
- Marina Štremfelj (*1963), teologinja, predsednica ustanove Center Aletti
- Marko Štremfelj, alpinist, gorski vodnik